# Tadaaki Otaka
Tadaaki Otaka, CBE (尾高 忠明 (Otaka Tadaaki?); Kamakura, 8 novembre 1947), è un direttore d'orchestra giapponese con cittadinanza britannica. Ha studiato composizione, teoria e corno francese alla Scuola di Musica Toho Gakuen, e successivamente è stato studente di direzione orchestrale sotto Hideo Saito.

## Biografia
Otaka è stato direttore della Tokyo Philharmonic Orchestra e divenne direttore laureato dal 1991. Dal 1981 al 1986 è stato capo direttore dell'Orchestra Sinfonica di Sapporo e dal maggio 1998 detiene i titoli di consulente musicale e direttore principale. Dal 1992 al 1998 è stato direttore della Orchestra Sinfonica Yomiuri Nippon. Ha fondato la Kioi Sinfonietta Tokyo nel 1995, ampiamente considerata tra i migliori gruppi di musica da camera giapponesi ed ha prestato servizio come consulente musicale, direttore principale e direttore laureato onorario.
Nel Regno Unito Otaka è stato direttore principale della BBC National Orchestra del Galles dal 1987 al 1995. Dal 1998 al 2001 dirige la Britten-Pears Orchestra.
Nel settembre 2009, Otaka è stato nominato direttore ospite principale della Melbourne Symphony Orchestra (MSO), effettivo a partire dal 2010. Dopo l'improvvisa partenza del capo direttore della MSO Oleg Caetani nell'ottobre 2009, il ruolo di Otaka fu velocizzato perché potesse assumere l'incarico verso la fine del 2009.
Otaka è stato il destinatario del 23° Suntory Music Award nel 1991. Nel 1997 è stato nominato Commendatore onorario dell'Ordine dell'Impero Britannico. Due anni dopo, Otaka è divenuta la prima persona giapponese a vincere la Medaglia Elgar per i suoi sforzi per la musica di Edward Elgar.
Tadaaki Otaka è presidente internazionale della Sinfonia Gallese, l'orchestra da camera professionale del Galles, diretta da Mark Eager.
È figlio del compositore Hisatada Otaka.